# Бибербах (Швабија)
Бибербах (њем. Biberbach) град је у њемачкој савезној држави Баварска. Једно је од 46 општинских средишта округа Аугсбург. Према процјени из 2010. у граду је живјело 3.406 становника. Посједује регионалну шифру (AGS) 9772121.

## Географски и демографски подаци
Бибербах се налази у савезној држави Баварска у округу Аугсбург. Град се налази на надморској висини од 464 метра. Површина општине износи 36,9 km².

## Становништво
У самом граду је, према процјени из 2010. године, живјело 3.406 становника. Просјечна густина становништва износи 92 становника/km².